# Palmar Arriba
Palmar Arriba é um município da República Dominicana pertencente à província de Santiago. Sua população estimada em 2012 era de 2 036 habitantes.